# Andrea Lissoni
Andrea Lissoni (Monza, 10 novembre 1807 – Milano, 29 aprile 1878) è stato un politico italiano.
Iniziò la sua attività da giovane nel 1829 entrando nel consiglio comunale della sua città, un seggio che tenne quasi a vita, anche dopo aver collaborato col governo provvisorio della Lombardia.
Con l’unità d'Italia nel 1860 si candidò a tutte le elezioni disponibili, confermandosi consigliere comunale e diventando consigliere provinciale e deputato. Fu anche invitato nella giunta d’amministrazione della famoso nosocomio monzese la clinica Zucchi.
Si concentrò tuttavia su un’unica carica quando fu prescelto come Presidente del Consiglio Provinciale di Milano dal 1863 al 1875. A coronamento dell’articolata vita politica fu nominato senatore nel 1864.